# Jacob Guido Theodor Gülich
Jacob Guido Theodor Gülich (29. maj 1801 i Flensborg – 2. april 1877 i Bergen auf Rügen) var en slesvig-holstensk jurist og politiker.
Han var søn af overretsadvokat Ludvig August Gülich (død 16. januar 1838), studerede ved Christian-Albrechts-Universität i Kiel, Georg-August-Universität Göttingen og Ruprecht-Karls-Universität Heidelberg i Heidelberg, tog 1823 den juridiske doktorgrad i Göttingen og 1824 juridisk embedseksamen på Gottorp. Året efter blev han Underretsadvokat i Flensborg, flyttede 1827 til Slesvig by
og blev 1830 over- og landretsadvokat.
Han kastede sig tidligt ind i det politiske liv og blev sammen med Wilhelm Beseler en af slesvig-holstenismens ivrigste talsmænd. 1840 opnåede han i Aabenraa valg til stænderne, men det var dog først i samlingen 1842,
i hvilken han var vicepræsident, at han ved sine statsopløsende forslag og sine hidsige udfald imod alt
dansk bidrog så væsentligt til at skærpe de nationale modsætninger. Det var nærmest hans berygtede "Fort mit dem Stempel der Knechtschaft!" (om mærket "Dansk Ejendom" på statens skibe), som gav stødet til, at Peter Hiort Lorenzen talte dansk i stænderne. Også i samlingen 1844 var han vicepræsident, ligeledes i
den slesvig-holsten-lauenborgske advokatforening. I marts 1848 var han medlem af den holstenske deputation i København og en måned efter medlem af 50-mandsudvalget i Frankfurt am Main. 1848 og 1849 sad han i den tyske rigsforsamling som første præsident i Centralfraktionen Landsberg, 1849-51 i den slesvig-holstenske "Landesversammlung", 1850 og 1851 som vicepræsident.
Udelukket fra amnestien efter oprørets undertrykkelse valgtes han 1853 til borgmester i Buxtehude, men da den danske regering intervenerede, fordi han ikke var løst fra sit undersåtsforhold, nægtede den hannoveranske regering at stadfæste hans valg. 1854 udgav han bogen Die Bürgermeister-Wahl in Buxtehude von dem in der Verbannung zum Bürgermeister erwählten Gülich (Hoffmann & Campe, Hamburg 1854) om denne sag. 1859 blev han preussisk kredsretsråd i Bergen på Rügen, tog 1876 sin afsked og døde der 2. april 1877.
Han har skrevet talrige afhandlinger i juridiske tidsskrifter og en stor mængde politiske artikler i Kieler Correspondenzblatt, Itzehoer Wochenblatt, Hamburger Nachrichten og Wandsbecker Bote.